# La Angostura, Puebla
La Angostura är en ort i Mexiko.   Den ligger i kommunen Guadalupe och delstaten Puebla, i den sydöstra delen av landet, 190 km sydost om huvudstaden Mexico City. La Angostura ligger 1 192 meter över havet och antalet invånare är 155.
Terrängen runt La Angostura är huvudsakligen kuperad, men norrut är den platt. Runt La Angostura är det ganska glesbefolkat, med 28 invånare per kvadratkilometer. Närmaste större samhälle är Mariscala de Juárez, 19,4 km söder om La Angostura. I omgivningarna runt La Angostura växer huvudsakligen savannskog.